# NGC 1322
NGC 1322 è una piccola galassia lenticolare (o ellittica) situata nella costellazione dell'Eridano, a una distanza di circa 300 milioni di anni luce dalla nostra Via Lattea.

## Scoperta
La galassia è stata scoperta il 5 ottobre 1836 dall'astronomo britannico John Herschel.